# المرحوم (رواية)
المرحوم هي رواية من تأليف الكاتب المصري حسن كمال والصادرة عن دار الشروق لعام 2013.

## كاتب الرواية
حسن كمال كاتب مصري اشتهر بالقصص القصيرة التي وصفها بعض النقاد- كما جاء في جريدة أخبار الأدب- بأنها امتداد للقصة «الإدريسية» ..تخرج من كلية الطب جامعة القاهرة 1999 .. وحصل منها على الماجستير والدكتوراة في أمراض المفاصل والروماتيزم والتأهيل .. يعمل في المركز القومي للبحوث طبيبا باحث في مجال الطب الرياضي وإصابات الملاعب .. وهو طبيب منتخبات مصر للتايكوندو وكان ضمن بعثة مصر في أوليمبياد لندن 2012
حصل على جائزة ساقية الصاوي للقصة القصيرة ثلاث مرات متتالية عن قصصه (دفاع غير شرعي عن النفس)، رائحة غير نفاذة .. و آثار على الزجاج
وجائزة ساوريس عن كتاب كشري مصر

## موضوع الرواية
تدور أحداث الرواية حول طالب في كلية الطب يهوى الكتابة ، ويبحث دائما عن شخصيات فريدة لتناولها في كتاباته ، إلى أن يجد نفسه وجها لوجه أمام (المرحوم) ، عامل المشرحة المسئول عن حفظ الجثث وإعدادها للتشريح .. يقترب منه ليكتشف أنه شخصية مركبة لأقصى حد . حيث يرى أن وجوده في المشرحة هو رسالة كلف بها ليتم لهؤلاء الموتى أعمالا كان ينبغي عليهم أن يتموها حتى ترتاح أجسادهم في الأرض .. ويخبره أنه يملك القدرة على أن يلبس أجساد الموتى ويتحرك بها لينتهي مما لم يستطيعوا أن ينتهوا منه وهم أحياء .. وما بين تعاطف الطبيب الشاب مع عامل المشرحة الذي يبدو له مختلا وفضوله ليستكمل قصته الجديدة يتماشى معه . فيجد نفسه طرفا في أحداث تجره إلى عالم أكثر قسوة وغموضا من عالم الأموات .. هو صراع الأحياء ..صراعات الدين والسلطة والفساد والسياسة والفقر والمرض ، ومع الوقت يجد أن كل ما يحدث يؤكد له أن هذا العامل ليس مجنونا بل هو مرتبط فعليا بهؤلاء الموتى الذين تركوا حياتهم خلفهم لينغمس فيها هو والمرحوم ويكاد يكون خروجهما منها مستحيلا ..

## اقتباسات من الرواية
- أخروا عمل اليوم إلى الغد إذا كنتم غير واثقين من أنكم تريدون عمله.. يمكنكم أن تفعلوه غداً، أما ما تفعلونه اليوم فلن يمكنكم أن تمحوه مهما فعلتم، كذلك الكلام..يمكنكم دائماً أن تقولوا ما لم تقولوه لكن لن يمكنكم أن تمسحوا ما قلتم من عقول كل من سمعوه
- كل شيء يحله الوقت لا أعرف في الدنيا عقدة ظلت موجودة إلى الأبد إلا ما يخلقها الإنسان ويعيش فيها بكل جوارحه..حتى هذه تحل بموت صاحبها ويكون خلودها مجرد تصور فردي محدود
- أحياناً يكون كل الكلام الحكيم والمنمق مجرد أساطير عندما يوضع على أرض واقع في منتهى القسوة

## وصلات خارجية
- آراء القراء حول رواية المرحوم على موقع أبجد
- صفحة رواية المرحوم على موقع جود ريدز